# Euforia (muzička grupa)

Euforija (Euforia) je rok grupa iz Novog Beograda. Grupa je formirana u oktobru 1999. Osnivači grupe, Uroš Milkić i Dušan Lovre, sredinom su devedesetih svirali u raznim beogradskim pank rok bendovima. Euforija je u početku, sa Milanom za bubnjevima, svirala po žurkama, u podrumima, srednjim školama i malim beogradskim klubovima. Od svog osnivanja pa do 2006. godine bend je promenio osam bubnjara, a Vojin Kličković je osmi. Krajem 2004. grupa je napravilia prvi demo snimak koji je poslat nekim beogradskim izdavačkim kućama. Juna 2005. grupa potpisuje ugovor sa kućom Automatik records a istoimeni debitantski album objavljen je 7. oktobra. Grupa se opredelila za žive nastupe i do danas ih je imala preko 100 širom Srbije. Gostovali su na festivalu Egzit 2005. i 2006, MTV Live X-plosion festivalu 2005. a juna 2007. nastupali su i na Rokaj festu u Zagrebu.
Snimili su četiri videospota za singlove: Blokovi, Plastika, Ako, Ako i Bakuta. Vlada Divljan je lično dozvolio bendu da obradi pesmu Plastika koju je napravio početkom osamdesetih, dok je svirao u Idolima. Spot za pesmu Bakuta snimljen je za potrebe filma Mi nismo anđeli 3 i korišćen je u promociji filma.
Beogradski Radio B92 proglasio je pesmu "Blokovi" najboljim singlom 2005., a TV Metropolis proglasila ja grupu za "najveće otkriće" 2005. godine.
Grupa Euforia više ne postoji. U martu 2009. godine u beogradskom klubu "Batler", Euforia je održala svoj poslednji koncert. 

## Diskografija
Albumi:
- 2 (2008)
- Euforia (Automatik/Warner, 2005)
- Live Demo (SamoObjavljen, 2002)

Kompilacije:
- Up And Coming (SerbianHardCorePunk, 2003)

-pesme: "Mladost, ludost" i "Plastika"
- Hot hits (Automatik/Warner, 2006)

-pesma: "Blokovi"
- Mi nismo anđeli 3 - muzika iz filma (City Records, 2006)

-pesma: "Bakuta"

## Nekadašnji članovi grupe
- Srđan Kirić - bubnjevi
- Goran Karanović - bubnjevi
- Boris Dinić - bubnjevi
- Igor Petrović - bubnjevi i gitara
- Nenad Mitrović - gitara
- Siniša Stojanović - bubnjevi
- Strahinja Vuković - bubnjevi
- Milan Kuzmanović - bubnjevi

## Spoljašnje veze
- Službeni sajt
- MYSPACE prezentacija
- SPOTOVI - YOUTUBE
- POPBOKS recenzija